# Sebastian Herrera Cardona
Sebastián Herrera Cardona (Bello, Colombia; 23 de enero de 1995) es un futbolista macedonio nacido en Colombia. Juega de lateral izquierdo. Actualmente juega para el Borac de Bosnia y Herzegovina.

## Trayectoria
Debutó profesionalmente al servicio del Deportivo Pereira y gracias al entrenador José Fernando Santa, en el Clásico Cafetero disputado el 7 de agosto de 2014 por la Copa Colombia.
El 1 de julio de 2015 Herrera Cardona firmó un contrato junto con su compatriota Alexander Borja Cordoba en el equipo macedonio Rabotnički, en donde jugó destacadamente durante 5 años; además recibió la ciudadanía macedonia y espera el llamado de esa selección.

“Salí de Colombia hace 7 años, como a los 18. Salía buscar el sueño de salir adelante y en Europa encontré la oportunidad, en Macedonia. Me dieron la nacionalidad y estuvo cerca de cumplirse ese sueño de selección. Luego salí para Hungría y ahora estoy esperando encontrar otro equipo”. Declaración de Herrera Cardona en el VAR de Caracol Radio.

En 2020 fichó por dos temporadas con el MTK Budapest de Hungría, terminaría su contrato habiendo disputado 43 partidos y anotando 2 goles.
Luego de varias especulaciones que lo vinculaban al Millonarios FC de  Colombia, finalmente el día 24 de agosto de 2022 volvería a compartir camerino con su compatriota Alexander Borja Cordoba, fichando por 6 meses con el FK Bregalnica Štip de Macedonia del Norte. En 2023 llega al Doxa Katokopias de Chipre.

## Clubes
| Club              | País                 | Años          |
| ----------------- | -------------------- | ------------- |
| Deportivo Pereira | Colombia             | 2014          |
| Rabotnicki        | Macedonia del Norte  | 2015 - 2020   |
| MTK Budapest      | Hungría              | 2020 - 2022   |
| Bregalnica        | Macedonia del Norte  | 2022          |
| Doxa              | Chipre               | 2023          |
| Borac             | Bosnia y Herzegovina | 2023-presente |

## Estadísticas
| Club                           | Div                 | Temporada           | Liga  | Liga  | Copas nacionales(1) | Copas nacionales(1) | Torneos internacionales(2) | Torneos internacionales(2) | Total | Total |
| Club                           | Div                 | Temporada           | Part. | Goles | Part.               | Goles               | Part.                      | Goles                      | Part. | Goles |
| ------------------------------ | ------------------- | ------------------- | ----- | ----- | ------------------- | ------------------- | -------------------------- | -------------------------- | ----- | ----- |
| Deportivo Pereira · Colombia   | 2.ª                 | 2014                | 3     | 0     | 3                   | 0                   | -                          | -                          | 6     | 0     |
| Deportivo Pereira · Colombia   | Total club          | Total club          | 3     | 0     | 3                   | 0                   | 0                          | 0                          | 6     | 0     |
| Rabotnicki Macedonia del Norte | 1.ª                 | 2015-16             | 15    | 1     | 4                   | 0                   | -                          | -                          | 19    | 1     |
| Rabotnicki Macedonia del Norte | 1.ª                 | 2016-17             | 29    | 1     | 1                   | 1                   | 2                          | 0                          | 32    | 2     |
| Rabotnicki Macedonia del Norte | 1.ª                 | 2017-18             | 16    | 2     | 1                   | 1                   | 4                          | 0                          | 21    | 2     |
| Rabotnicki Macedonia del Norte | 1.ª                 | 2018-19             | 29    | 3     | 2                   | 0                   | 2                          | 0                          | 33    | 0     |
| Rabotnicki Macedonia del Norte | 1.ª                 | 2019-20             | 19    | 0     | 1                   | 0                   | -                          | -                          | 20    | 0     |
| Rabotnicki Macedonia del Norte | Total club          | Total club          | 108   | 7     | 9                   | 2                   | 8                          | 0                          | 125   | 9     |
| MTK Budapest · Hungría         | 1.ª                 | 2020-21             | 26    | 1     | 2                   | 1                   | -                          | -                          | 28    | 2     |
| MTK Budapest · Hungría         | 1.ª                 | 2021-22             | 15    | 0     | -                   | -                   | -                          | -                          | 15    | 0     |
| MTK Budapest · Hungría         | Total club          | Total club          | 41    | 1     | 2                   | 1                   | 0                          | 0                          | 43    | 2     |
| Total en su carrera            | Total en su carrera | Total en su carrera | 152   | 8     | 14                  | 3                   | 8                          | 0                          | 172   | 11    |